# At dræbe for at leve
At dræbe for at leve er en dansk naturfilm fra 1986 instrueret og med manuskript af Claus Bering.

## Handling
At dræbe for at leve er ret beset det naturligste af verden, og dog eksisterer der masser af hykleri omkring dette, siger Claus Bering, der starter sin film med at angribe det synspunkt, at det er synd for dyrene, som mange siger, samtidig med at de spiser kød og holder sig varme ved at klæde sig i dyrehud. Bering gennemgår detaljeret og sagligt de aflivningsmetoder, der anvendes på dyr i vor kultur. Ud over besøg på slagterier omtales dyreforsøg, der skal give os større indsigt. Filmen indeholder selvsagt scener, der kan virke voldsomme på tilskueren.